# Cross default
Il cross default (in italiano insolvenza incrociata) è una clausola contrattuale utilizzata nei contratti di finanziamento.

## Descrizione
Essa prevede nel caso in cui sia dichiarata l'insolvenza per una obbligazione, lo stato di insolvenza si estende a tutti i rapporti posti in essere dall'intero gruppo.
In questo modo si attenua il formalismo degli ordinamenti giuridici che prevedono una limitazione di responsabilità. Tale concetto si estende anche alle joint venture.